# Umtiza listerana
Umtiza listerana är en ärtväxtart som beskrevs av Sim. Umtiza listerana ingår i släktet Umtiza och familjen ärtväxter. Inga underarter finns listade i Catalogue of Life.